# Ian Newton
Ian Newton né le 17 janvier 1940 est un ornithologue britannique.

## Biographie
Il soutient un Ph.D sous la direction de David Lack à l'Université d'Oxford.
Dans les années 1960, il s'intéresse surtout aux fringilles.
Dans les années 1970, il commence des recherches sur les impacts à long terme des pesticides organochlorés sur plusieurs espèces de rapaces et sur l'écologie des populations de l'Épervier d'Europe.